# Departament Centralny (Paragwaj)
Departament Centralny (hiszp. Departamento Central) – jeden z 18 departamentów Paragwaju, z siedzibą w mieście Areguá.

## Podział administracyjny
Departament centralny dzieli się na 19 dystryktów:
| Nazwa                   | Położenie | Powierzchnia | Liczba ludności (2020) |
| ----------------------- | --------- | ------------ | ---------------------- |
| Areguá                  |           | 104,2 km²    | 77 652                 |
| Capiatá                 |           | 87,80 km²    | 240 950                |
| Fernando de la Mora     |           | 20,75 km²    | 180 186                |
| Guarambaré              |           | 29,76 km²    | 39 084                 |
| Itauguá                 |           | 115,8 km²    | 112 162                |
| Itá                     |           | 182,9 km²    | 82 032                 |
| Julián Augusto Saldívar |           | 32,10 km²    | 55 055                 |
| Lambaré                 |           | 26,77 km²    | 182 689                |
| Limpio                  |           | 109,7 km²    | 150 566                |
| Luque                   |           | 152,6 km²    | 281 719                |
| Mariano Roque Alonso    |           | 39,89 km²    | 105 789                |
| Ñemby                   |           | 29,00 km²    | 144 106                |
| Nueva Italia            | –         | 370,4 km²    | 12 690                 |
| San Antonio             |           | 22,03 km²    | 69 976                 |
| San Lorenzo             |           | 54,21 km²    | 258 919                |
| Villa Elisa             |           | 18,44 km²    | 81 223                 |
| Villeta                 | –         | 869,2 km²    | 41 235                 |
| Ypacaraí                |           | 95,15 km²    | 28 283                 |
| Ypané                   |           | 52,46 km²    | 56 793                 |

## Populacja
Źródło:

## Edukacja
Do placówek oświatowych uczęszcza 84,30% osób w wieku od 7 do 18 lat, z których 69,9% uczęszcza do szkół publicznych, a 30,1% – do prywatnych. Na terenie departamentu znajduje się około 750 szkół podstawowych i około 350 szkół średnich. Analfabeci stanowią 5,5% populacji.

## Przemysł
W 1997 roku zarejestrowanych było 3049 zakładów przemysłowych. Głównymi sektorami produkcji przemysłowej są: przetwórstwo spożywcze, produkcja mebli drewnianych, produkcja tekstyliów i obuwia, produkcja farmaceutyczna, produkcja tworzyw sztucznych i obróbka metali.